# Caralluma dolichocarpa
Caralluma dolichocarpa là một loài thực vật có hoa trong họ La bố ma. Loài này được Schwartz mô tả khoa học đầu tiên năm 1939.